# Helminthotheca
Helminthotheca Zinn – rodzaj roślin z rodziny astrowatych. Obejmuje 5 gatunków. Rośliny te występują w basenie Morza Śródziemnego (południowa Europa, północna Afryka, południowo-zachodnia Azja) oraz na wyspach Makaronezji. Jako introdukowane rośliny te spotykane są także w środkowej i północnej Europie, w Ameryce Północnej, w Urugwaju, w południowej Afryce, w Australii i Nowej Zelandii. Jeden gatunek – goryczel żmijowcowy H. echioides – w Polsce występuje jako zadomowiony antropofit. 

## Morfologia
PokrójRośliny roczne i byliny z zarówno prostymi włoskami, jak i rozgałęziającymi się i zagiętymi, przypominającymi kotwicę. Pędy ulistnione.
KwiatySkupione w koszyczki na szczytach pędów. Okrywy z charakterystycznie powiększonymi 5 zewnętrznymi listkami o kształcie sercowatym lub jajowatym. Dno kwiatostanu nagie – bez plewinek i włosków. Wszystkie kwiaty języczkowe, żółte.
OwoceNiełupki z długim dzióbkiem i z puchem kielichowym w postaci sztywnych, pierzastych włosków.
Rodzaj podobnyGoryczel Picris wyróżniający się niepowiększonymi zewnętrznymi listkami okrywy.

## Systematyka
Rodzaj z rodziny astrowatych Asteraceae, podrodziny Cichorioideae, z plemienia Cichorieae i podplemienia Hypochaeridinae. W obrębie podplemienia jest siostrzany względem rodzaju goryczel Picris. W niektórych ujęciach gatunki tu zaliczane włączane są do rodzaju goryczel Picris.
Wykaz gatunków
- Helminthotheca aculeata (Vahl) Lack
- Helminthotheca balansae (Coss. & Durieu) Lack
- Helminthotheca comosa (Boiss.) Holub
- Helminthotheca echioides (L.) Holub – goryczel żmijowcowy
- Helminthotheca glomerata (Pomel) Greuter